# Frans Brockenhuus
Frans Brockenhuus, född 1518 och död 1569, var en dansk marsk av adelssläkten Brockenhuus.
Brockenhuus användes som sändebud i Frankrike och därefter som kunglig länsman över stora områden. Han kom senare att främst vara verksam som militär. Från 1564 deltog han i nordiska sjuårskriget som överbefälhavare över infanteriet. 1567 blev han marsk. Tillsammans med Daniel Rantzau trängde han 1567 genom Småland in i Östergötland och ledde det lyckade återtåget 1568. Då den danska hären 1569 belägrade Varberg, som tidigare erövrats av svenskarna, sårades Brockenhuus och avled kort därefter.